# La madre amorosa
La madre amorosa è un'opera teatrale in tre atti in prosa di Carlo Goldoni scritta nel 1753  e rappresentata per la prima volta nella primavera del 1754 a Genova e quindi replicata in autunno nel Teatro San Luca di Venezia, con scarso successo.

## Trama
Pur di non vedere la figlia Lauretta maritata al primo venuto (il ricco finanziere Florindo, uomo vizioso e privo di virtù), la vedova Aurelia rinuncia all'amore del conte Ottavio, uomo saggio e stimato, per farlo sposare alla figlia. Il generoso conte concederà agli avidi zii di Lauretta una rendita vitalizia e la madre sacrificherà anche la sua dote, riservandosi una scarsa rendita per vivere in un convento. 

## Poetica
Riguardo a questo lavoro, che presenta un argomento insolito per il teatro comico, il commediografo veneziano precisò: La semplicità maliziosetta di questa Figlia insegna ai Genitori aprir bene gli occhi sopra i loro Figliuoli, e sopra la servitù, e su tutti quelli che frequentano le loro case; e don Ermanno e la di lui Moglie sono il ritratto di quelli che antepongono l'interesse alla giustizia, i quali all'ultimo non possono che rimanere ingannati. Se nell'Italia nostra è un difetto la semplicità dell'argomento e della condotta, questa Commedia non può piacere; ma siccome non sarebbe discara al Teatro Francese, così spero che gl'intendenti di cotal genere di Commedie sapranno un poco più compatirla, di quello abbia fatto il Pubblico nel vederla rappresentare.